# NGC 7066
NGC 7066 هي مجرة حلزونية تبعد حوالي 211 مليون سنة ضوئية تقع في كوكبة الفرس الأعظم (كوكبة). تم اكتشافه من قبل عالم الفلك لويس سويفت في 31 أغسطس 1886.

## وصلات خارجية
- NGC 7066 على موقع ويكي سكاي: DSS2, SDSS, GALEX, IRAS, Hydrogen α, X-Ray, Astrophoto, Sky Map, Articles and images